# 甲状腺激素

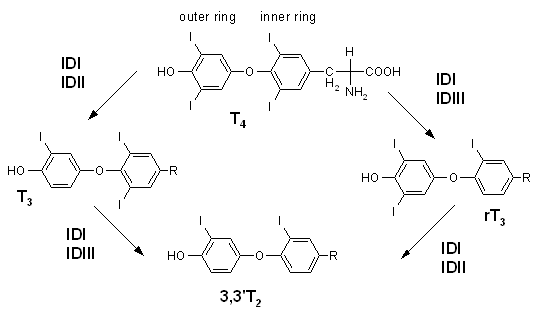

甲状腺激素（英語：thyroid hormones）是由甲状腺滤泡上皮细胞合成的酪氨酸碘化物，共有三种：主要是四碘甲腺原氨酸（又名甲状腺素，缩写为T4）和三碘甲腺原氨酸（缩写为T3），还有少量逆-三碘甲腺原氨酸（缩写为rT3）。注意：甲状腺分泌的激素除了甲状腺激素外，还有降钙素；但由于降钙素是甲状腺滤泡旁细胞产生的，所以，并不属于甲状腺激素的范畴。甲状腺激素分泌的调节是通过下丘脑-垂体-甲状腺轴进行的。
T4和T3均有生理活性，区别在于作用时间和强度：T4活性低、起效较慢，但持续时间长；T3活性高、起效快，但持续时间短。体内研究显示，在细胞水平发挥生理作用的主要是T3；绝大多数T4需转化为T3之后才能发挥生理效应，从这个意义上讲，T4更像是一种前激素。
rT3没有明显的生理活性，因此，在多数语境下，“甲状腺激素”只是指T4和T3。
到目前为止，甲状腺激素是唯一一类含碘的生理物质。

三碘甲狀腺素（T_{3}）及四碘甲狀腺素（T_{4}）在體內的運作系統

甲狀腺素在單一甲狀腺濾泡中的合成：
- 甲狀腺球蛋白在粗糙內質網中合成，並經由胞吐作用進入到甲狀腺濾泡腔的膠質中。
-同時，鈉-碘幫浦經由主動運輸將碘離子(I^{-})由血液唧入細胞
-碘離子利用碘離子通道經由促進性擴散進入濾泡腔
-碘離子(I^{-})在膠質中被甲狀腺過氧化酶(thyroid peroxidase)氧化為碘元素(I^{0})
-碘元素(I^{0})碘化了球蛋白的酪胺醯基(約120個).
-隨後，毗鄰的酪胺醯殘基兩兩結合
- 複合體經由胞吐作用進入到了濾泡腔
- 蛋白酶將複合體進行切割，釋出T_{4}和T_{3}

## 合成
从甲状腺激素的结构可以看出，甲状腺激素合成的主要框架是酪氨酸的碘化。

### 碘的来源

#### 碘在肠黏膜的吸收
主要以碘离子（I-）的形式在小肠处被肠黏膜上皮吸收，转运机制与氯离子（Cl-）相似。世界卫生组织推荐的每日摄入量（膳食營養素參考攝取量）是：儿童90～120μg，成人150μg（孕妇200μg）。美国医学研究所食物与营养委员会（Food and Nutrition Board, Institute of Medicine）推荐的每日摄入量则是：0～6月龄110μg，7～12月龄130μg，1～8岁90μg，9～13岁120μg，青春期以后150μg（孕妇220μg，哺乳期妇女290μg）。

#### 碘在甲状腺富集
进入循环的I-分布在细胞外液，仅有1/5被甲状腺吸收利用，其余的主要经尿液排出（少数由汗腺排出）。由于尿碘值约为摄入量的70％～80％，所以，尿碘是监测碘营养的公认指标。
I-依靠甲状腺滤泡上皮细胞基底部的钠-碘共同转运体（又名碘泵）以继发性主动转运的形式进入上皮细胞，再顺着电-化学梯度进入腺泡腔。最终，甲状腺的I-浓度是血液的20～250倍，含碘总量在800μg左右，占全身含碘总量的90％。高锝酸盐（TcO4-）、高氯酸盐（ClO4-）、硫氰酸盐（SCN-）可与I-竞争碘泵的结合位置。
碘為構成甲状腺素的主要成分，當缺乏時會造成甲状腺合成减少，引起甲状腺組織肿胀，即「缺碘性甲狀腺腫」，俗称「大脖子病」。甲狀腺素有促进细胞代谢，增加氧消耗，刺激组织生长、成熟和分化的功能，並且有助於腸道中葡萄糖的吸收。血液循環中的甲状腺素大多為半生期較長的T4。T3和T4在血液中的比例大約為1比20，而T4在細胞中會被脫碘酶（deiodinase）轉為活性較強的T3，並更進一步脫羧及脫碘形成3-碘類甲腺質（T1a）及類甲腺質 （T0a）。三種脫碘酶皆為含硒元素的酵素，因此硒元素的攝取在T3的製造上十分重要。
甲状腺对碘的吸收主要受TSH调节。

### 酪氨酸的来源
主要来源于甲状腺球蛋白（英語：thyroglobulin，Tg），它是一种大小约660kd的糖蛋白，分子内约有一百个酪氨酸残基。正常情况下只有10％左右的残基能够被碘化。甲状腺球蛋白在滤泡上皮细胞的粗面内质网中合成，以胞吐作用释放。

### 碘化
这一过程主要由分布在滤泡上皮细胞的游离面的甲状腺过氧化物酶（英語：thyroid peroxidase，TPO）催化。I-在TPO催化下被过氧化氢氧化为新生态碘I或I3-（也可能是次碘酸根IO-）。甲状腺球蛋白即将或刚刚释放时，又在TPO催化下与活性碘发生反应，最终生成一碘酪氨酸（英語：monoiodotyrosine，MIT）残基和二碘酪氨酸（英語：diiodotyrosine，DIT）残基。
TSH可调节过氧化氢的生成和甲状腺过氧化物酶的活性。

### 缩合
在TPO的催化下，碘化酪氨酸残基之间可以相互缩合：
- DIT（残基） + DIT（残基） → T4（残基）（正常情况下的主要反应）
- MIT（残基） + DIT（残基） → T3（残基）（缺碘情况下的主要反应）
- DIT（残基） + MIT（残基） → rT3（残基）（無生理活性）

正常情况下，只有少数处于特定位置的碘化酪氨酸残基能够发生缩合反应。在正常情况下，平均每个经过加工的甲状腺球蛋白分子上含有6个MIT残基，4个DIT残基，2个T4残基，0.2个T3残基。
由于TPO广泛参与了碘离子的活化、酪氨酸残基的碘化和缩合，因此，是调节甲状腺功能的分子机制之一。它的活性受TSH调节，也是硫脲类和咪唑类抗甲状腺药物的作用靶点。

### 储存
甲状腺球蛋白以胶质的形式大量储存在腺泡腔内。这种细胞外的储存形式比较特殊，其生理意义在于保证甲状腺激素在相当长（2～3个月）的时间内稳定供应。同样道理，甲状腺功能亢进症患者需要服用较长时间的抗甲状腺药物后才能控制病情。
正常情况下，每日有25mg的甲状腺球蛋白被摄取，水解出甲状腺激素释放入循环（见下文）；另有100μg直接“泄露”到循环中。

## 释放
滤泡上皮细胞以胞吞作用摄取胶质。胞吞作用形成的胶质小滴随后与溶酶体融合，在多种蛋白酶的催化下，胶质小滴里的甲状腺球蛋白水解出MIT、DIT、T4、T3和rT3。小部分T4还可以转化为T3。
T4、T3、rT3释放入循环。由于主要的缩合产物是T4，因此甲状腺分泌的甲状腺激素以T4为主（＞90％）。
MIT和DIT则在滤泡上皮细胞微粒体脱碘酶的作用下脱碘，碘在细胞内重新利用。如果脱碘酶存在缺陷，患者极容易出现碘缺乏症。
TSH可加速甲状腺球蛋白的吸收及水解过程。锂盐、碘离子、秋水仙碱、细胞松弛素B可以抑制甲状腺球蛋白的吸收。碘离子还可以抑制甲状腺球蛋白的水解。所以，短期内大量给予碘离子可导致甲状腺抑制，此现象称为Wolff-Chaikoff效应。

## 运输
循环中的甲状腺激素几乎全部与血浆蛋白结合，主要的结合蛋白包括甲状腺素结合球蛋白（英語：thyroxine-binding globulin，TBG）、甲状腺素结合前白蛋白（英語：thyroxine-binding prealbumin，TBPA）、白蛋白和脂蛋白。
- T4：约75％结合于甲状腺素结合球蛋白，10％结合于甲状腺素结合前白蛋白，12％结合于白蛋白，3％结合于脂蛋白。约0.02％（相当于25pmol/L）为游离状态。
- T3：约80％结合于甲状腺素结合球蛋白，5％结合于甲状腺素结合前白蛋白，15％结合于白蛋白和脂蛋白。约0.5％（相当于6pmol/L）为游离状态。

由于绝大多数的甲状腺激素处于结合状态，所以，甲状腺素结合球蛋白和甲状腺素结合前白蛋白的浓度可显著影响总T4和总T3的水平；但几乎不会影响游离4和游离T3的水平，也不会影响T4和T3的代谢速率。
甲状腺激素进入靶细胞后，大部分仍与细胞蛋白结合，形成细胞内储存库。
只有游离的甲状腺激素才具有生理活性。绝大多数甲状腺激素以无活性的结合态存在，其生理意义在于：
- 形成甲状腺激素储备库，缓冲甲状腺分泌功能的变化。
- 防止甲状腺激素（属于小分子）被肾小球滤过。

## 外周转化

### 脱碘
此为主要途径，依靠脱碘酶。脱碘酶是一种含硒的蛋白质，广泛分布于全身多种组织，主要的亚型有：

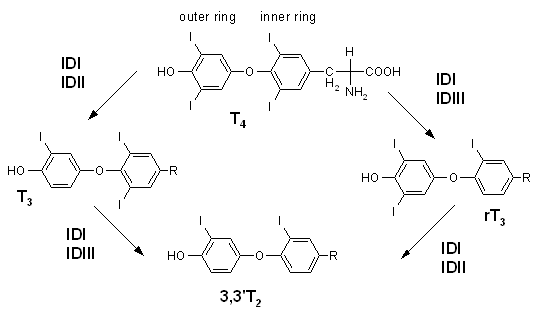
甲状腺激素脱碘过程示意图

- Ⅰ型T4-5'-脱碘酶：主要存在于肝、肾、甲状腺，其与T4的Km值较高，对丙硫氧嘧啶敏感，底物优先顺序是rT3＞T4＞T3。
- Ⅱ型T4-5'-脱碘酶：主要存在于肌肉、脑、皮肤、胎盘，其与T4的Km值较低，对丙硫氧嘧啶不敏感，底物优先顺序是T4＞rT3。正常情况下，约65％的甲状腺外T3形成依靠Ⅱ型T4-5'-脱碘酶；对甲状腺功能减退症患者，此比例更高，而甲状腺功能亢进症患者则相反[14]。

脱碘作用的临床意义：
- 当机体需要更多甲状腺激素刺激时，5'-脱碘酶催化T4转化为生理活性更强的T3（这也是正常情况下T3的主要来源）。
- 当身体不需要太多甲状腺激素时，5-脱碘酶的活性相对占优，催化T4转化为无生理活性的rT3。
- 丙硫氧嘧啶、普萘洛尔、糖皮质激素、胺碘酮可以抑制T4脱碘为T3。
- T3和rT3可继续在脱碘酶的催化下变为二碘、一碘或不含碘的甲腺原氨酸。
- 在硒、碘同时缺乏的时候，应该先补碘后补硒，否则，补硒后恢复活性的脱碘酶可加速甲状腺激素的灭活，加重甲状腺功能减退。

### 与葡醛酸或硫酸结合
约15％的T4和15％的T3在肝细胞中与葡醛酸或硫酸结合，经胆汁外排。

### 脱氨基和脱羧基
约5％的T4和5％的T3在肝脏和肾脏中发生脱氨基和脱羧基作用，分别形成四碘甲腺醋酸和三碘甲腺醋酸，经尿外排。

## T3核受体
甲状腺激素的生理作用，几乎全部都是T3核受体介导的。
- 亲和力：对T3的亲和力远高于T4。体内大部分T3核受体是与T3结合的，因此，T4更像是一种前激素。
- 结构和组织分布的多样性决定了T3核受体可介导多种生理效应。

## 生理作用
广泛作用于各种细胞；可激活多种转录因子，从而激活多种基因的表达。此外，其生理作用还与机体所处的发育阶段、细胞所处的分化阶段有关。大致而言，可使全身各系统的生理功能增强。

### 新陈代谢
- 促進神經的成熟。
- 提高身體對兒茶酚胺類激素（如腎上腺素）的敏感性。
- 增加产热及基礎代謝率
- 对糖代谢的各个环节均有刺激作用，比如，促进糖吸收、糖生成和糖利用。
- 生理情况下可促进蛋白质合成。甲状腺激素分泌不足时，绝大部分蛋白质合成下降，但粘蛋白合成增加，可造成黏液性水肿。甲状腺激素分泌过多时，会造成蛋白质分解加速。
- 促进脂肪利用。所以，甲状腺功能减退症患者常常合并显著的高脂血症，并可有广泛的动脉粥样硬化形成。

### 生长发育
甲狀腺素在正常發育及細胞分化上扮演了重要的角色，它控制了蛋白質、脂肪以及碳水化合物的代謝，並且刺激維生素的代謝。數種生理上及病理上刺激影響了甲狀腺素的合成。此外，甲狀腺素還控制人類的恆溫機制。在體溫驟降的狀況下，甲狀腺素也影響了哺乳賴的冬眠以及鳥類的換羽。
甲狀腺激素维持哺乳动物的生长发育，尤其是中枢神经系统和骨骼。假如幼年期罹患甲状腺功能减退症，则可导致永久性智障和矮小，称呆小病。

### 神经系统
- 对儿茶酚胺有允许作用。
- 刺激食欲形成。

### 循环系统
- 对心脏具有正性变时、正性变传导、正性变力作用。
- 对外周动脉有舒张作用：主要是机体产热及代谢产物增多后的间接作用。

### 消化系统
- 促进消化液分泌
- 促进胃肠道蠕动。因此，甲状腺功能亢进症患者常有大便次数增多，甚至腹泻；而甲状腺功能减退症患者则经常便秘。

## 药理学
由于来源于动物的甲状腺片的甲状腺激素含量不稳定，且人工合成的甲状腺激素已能量产，目前广泛使用的是T4或T3的人工合成品。
- 由于T4的生理效应比较缓和，主要用于甲状腺激素的长期替代治疗[10]。
- 由于T3活性高、起效快，主要用于重症甲状腺功能减退症（黏液性水肿昏迷）的抢救[10]。

## 检验医学
- 由于游离态的甲状腺激素才具有生理活性，因此，理论上测定游离T4和游离T3效果更好。然而，目前临床开展的测定方法，均不是直接测定游离激素，使得检测结果稳定性和重复性有待进一步改善[8]。
- 由于绝大部分的甲状腺激素结合在血浆蛋白，因此总T4和总T3不仅与甲状腺激素水平有关，也与结合蛋白有关。如果患者不存在影响结合蛋白的因素，那么总T4和总T3的测定精度、稳定性和重复性优于游离T4和游离T3[10]。
- 影响甲状腺素结合球蛋白浓度或结合力的因素：
  - 增加：妊娠、雌激素、新生儿、奋乃静、病毒性肝炎、某些遗传因素。
  - 降低：雄激素、糖皮质激素、肾病综合征、低蛋白血症、肢端肥大症活动期、苯妥英钠、手术、某些遗传因素。

## 相關疾病
甲狀腺素分泌過多或過少都會導致疾病：
- 甲狀腺機能亢進（Hyperthyroidism）：（如凸眼性甲狀腺腫，或稱格雷夫斯症Graves Disease），甲狀腺素釋放過多所造成，大約2%的女性及0.2%的男性罹患此病。甲狀腺毒症（Thyrotoxicosis）甲狀腺毒症通常會被甲狀腺機能亢進這個名詞替換，但是彼此之間還是有些許的差異性存在，雖然甲狀腺毒症也與甲狀腺素分泌過多有關，主要原因是攝取過多甲狀腺素的藥片或者是甲狀腺分泌過量，而甲狀腺機能亢進則單指甲狀腺分泌過量而已。
- 甲狀腺機能低下（Hypothyroidism）：（如橋本氏甲狀腺腫Hashimoto's thyroiditis）是甲狀腺素分泌不足所致。

## T3和T4

三碘甲腺原氨酸T3
四碘甲腺原氨酸T4
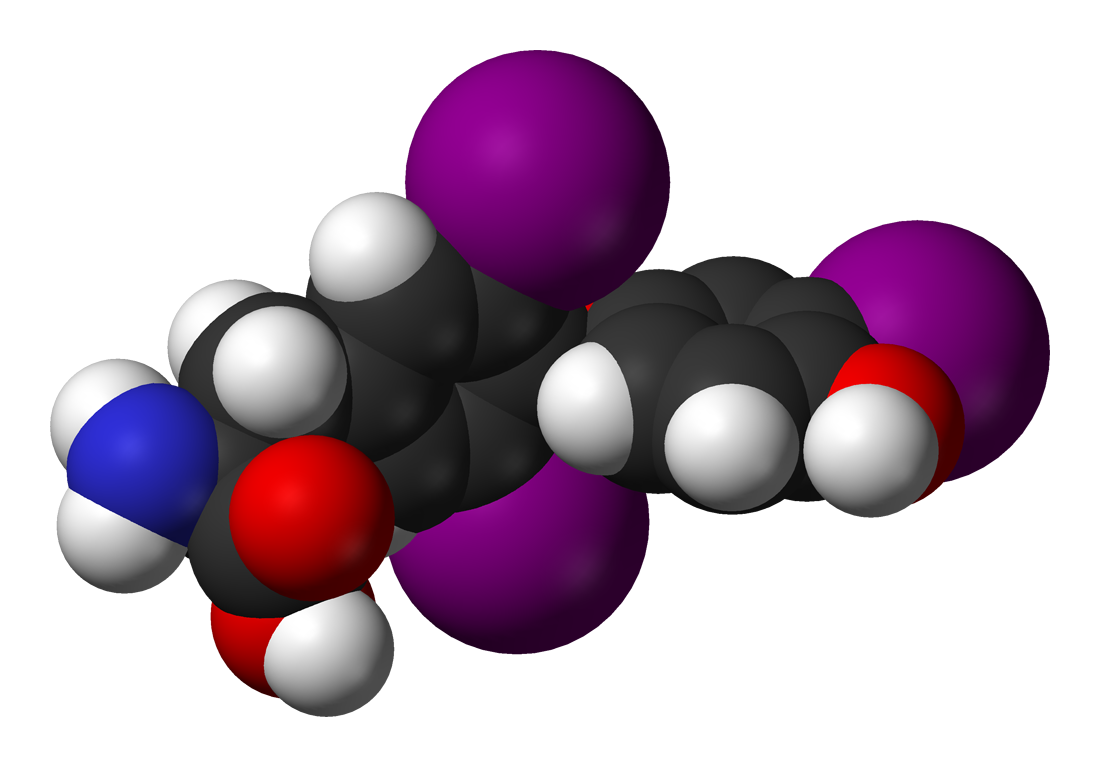
三碘甲腺原氨酸T3
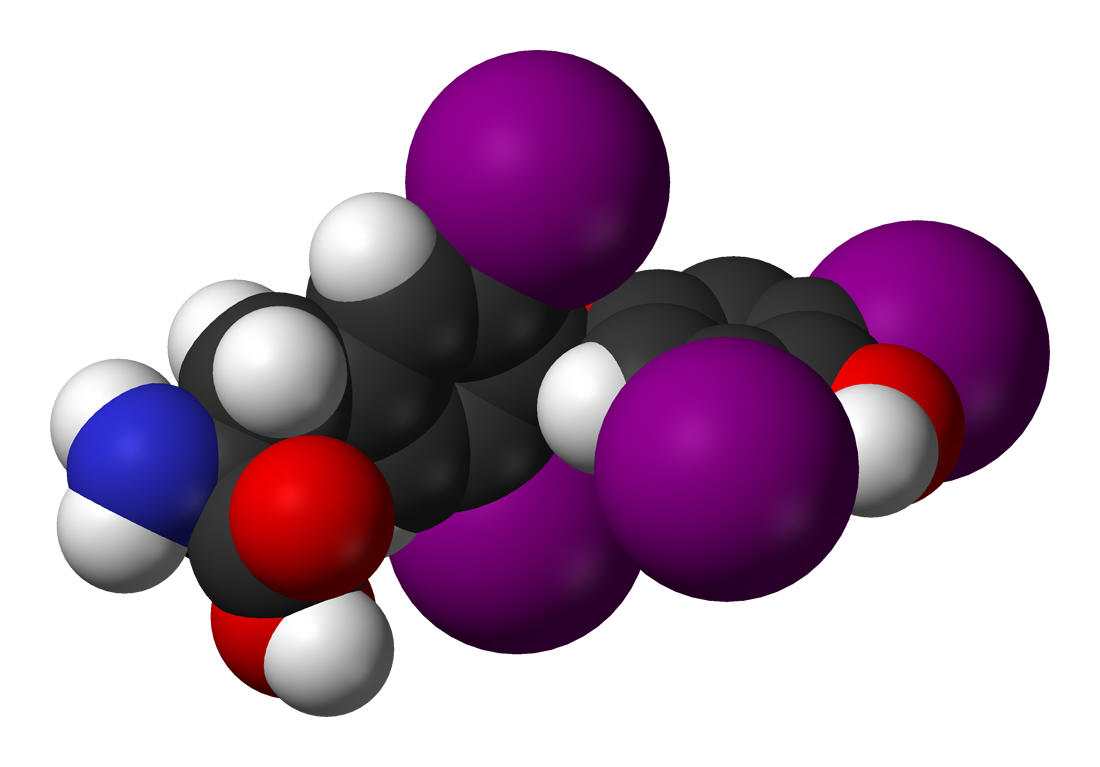
四碘甲腺原氨酸T4

## 外部連結
- Find TH response elements in DNA sequences. （页面存档备份，存于）
- Triiodothyronine bound to proteins （页面存档备份，存于） in the PDB
- Thyroxine bound to proteins （页面存档备份，存于） in the PDB
- Thyroid Hormone Treatment Brochure by the American Thyroid Association
- Elaborate article about the use of thyroid drugs Written by an MD
- What is the "Best" Thyroid Drug? Is it Synthroid, Unithroid, Armour, Thyrolar, or Something Else? （页面存档备份，存于） Article by health activist and patient advocate Mary Shomon
- Thyroid Disease Manager （页面存档备份，存于） Collection of elaborate medical articles on thyroid disease, including information on thyroid hormones
- Stop the thyroid madness （页面存档备份，存于） Collection of references to articles comparing different treatment methods of hypothyroidism